# Rzeka (serial telewizyjny)
Rzeka (The River) – amerykański serial telewizyjny nadawany przez stację ABC od 7 lutego 2012 roku. W Polsce nadawany jest na kanale AXN Spin także od 7 lutego 2012 roku oraz w TVP1 od 16 września 2014.

## Opis fabuły
Słynny podróżnik Emmet Cole (Bruce Greenwood) wyrusza do amazońskiej dżungli, by nakręcić materiał do programu telewizyjnego. Po 6 miesiącach pojawia się sygnał z awaryjnego nadajnika. Tess (Leslie Hope) – żona oraz syn Lincoln (Joe Anderson) wraz z ekipą telewizyjną wyruszają w podróż, w poszukiwaniu zaginionego.

## Obsada
- Bruce Greenwood jako Dr. Emmet Cole
- Joe Anderson jako Lincoln Cole
- Leslie Hope jako Tess Cole
- Eloise Mumford jako Lena Landry
- Paul Blackthorne jako Clark Quietly
- Thomas Kretschmann jako Kapitan Kurt Brynildson
- Shaun Parkes jako Andres Jude Poulain (A.J.)
- Daniel Zacapa jako Emilio Valenzuela
- Paulina Gaitan jako Jahel Valenzuela
- Scott Michael Foster jako Jonas Beckett
- Katie Featherston jako Rosetta „Rabbit” Fischer
- Lee Tergesen jako Russ Landry
- Jeff Galfer jako Sammy Kirsch

## Lektor
Wersja polska: na zlecenie telewizji AXN – SDI Media Polska

Tekst: Artur Wierzchowski

Czytał: Jacek Brzostyński

## Spis odcinków
| Światowa premiera | Polska premiera | Nr | Angielski tytuł         |
| ----------------- | --------------- | -- | ----------------------- |
|                   |                 |    |                         |
| SERIA PIERWSZA    |                 |    |                         |
|                   |                 |    |                         |
| 07.02.2012        | 07.02.2012      | 01 | Pilot                   |
|                   |                 |    |                         |
| 07.02.2012        | 07.02.2012      | 02 | Marbeley                |
|                   |                 |    |                         |
| 14.02.2012        | 14.02.2012      | 03 | Los Ciegos              |
|                   |                 |    |                         |
| 21.02.2012        | 21.02.2012      | 04 | A Better Man            |
|                   |                 |    |                         |
| 28.02.2012        | 28.02.2012      | 05 | Peaches                 |
|                   |                 |    |                         |
| 06.03.2012        | 06.03.2012      | 06 | Doctor Emmet Cole       |
|                   |                 |    |                         |
| 13.03.2012        | 13.03.2012      | 07 | The Experiment          |
|                   |                 |    |                         |
| 20.03.2012        | 20.03.2012      | 08 | Row, Row, Row Your Boat |
|                   |                 |    |                         |